# Tiro ai Giochi della XXVIII Olimpiade - Pistola 50 metri maschile
La gara di pistola 50 metri maschile dei Giochi della XXVIII Olimpiade si svolse il 17 agosto 2004 al Markopoulo Olympic Shooting Centre. Presero parte 42 tiratori da 31 nazioni.

## Record
Prima dell'inizio dell'evento, i primati mondiali e olimpici più recenti erano i seguenti:
| Record          | Detentore           | Punteggio | Data           | Luogo                   |
| --------------- | ------------------- | --------- | -------------- | ----------------------- |
| Record mondiale | Aleksandr Melent'ev | 581       | 20 luglio 1980 | Mosca, Unione Sovietica |
| Record olimpico | Aleksandr Melent'ev | 581       | 20 luglio 1980 | Mosca, Unione Sovietica |

| Record          | Detentore        | Punteggio | Data           | Luogo                          |
| --------------- | ---------------- | --------- | -------------- | ------------------------------ |
| Record mondiale | William Demarest | 676.2     | 4 giugno 2000  | Milano, Italia                 |
| Record olimpico | Boris Kokorev    | 666.4     | 23 luglio 1996 | Atlanta, Stati Uniti d'America |

## Qualificazioni
| Pos. | Atleta                   | Nazione                 | 1  | 2  | 3  | 4  | 5  | 6  | Totale | Note |
| ---- | ------------------------ | ----------------------- | -- | -- | -- | -- | -- | -- | ------ | ---- |
| 1    | Jin Jong-oh              | Corea del Sud           | 94 | 94 | 93 | 96 | 95 | 95 | 567    | Q    |
| 2    | Michail Nestruev         | Russia                  | 92 | 92 | 94 | 93 | 98 | 96 | 565    | Q    |
| 3    | Kim Jong-su              | Corea del Nord          | 92 | 95 | 91 | 97 | 94 | 95 | 564    | Q    |
| 4    | Norayr Baxtamyan         | Armenia                 | 91 | 96 | 94 | 96 | 93 | 94 | 564    | Q    |
| 5    | Isidro Lorenzo           | Spagna                  | 95 | 93 | 90 | 92 | 98 | 94 | 562    | Q    |
| 6    | Tanju Kirjakov           | Bulgaria                | 92 | 96 | 95 | 93 | 94 | 92 | 562    | Q    |
| 7    | Vladimir Isačenko        | Kazakistan              | 96 | 92 | 93 | 92 | 95 | 93 | 561    | Q    |
| 8    | Boris Kokorev            | Russia                  | 94 | 92 | 90 | 95 | 93 | 96 | 560    | Q    |
| 9    | Martin Tenk              | Rep. Ceca               | 91 | 96 | 92 | 92 | 95 | 93 | 559    |      |
| 10   | Viktor Makarov           | Ucraina                 | 95 | 94 | 94 | 92 | 91 | 92 | 558    |      |
| 10   | Tan Zongliang            | Cina                    | 96 | 90 | 94 | 92 | 96 | 90 | 558    |      |
| 12   | Francesco Bruno          | Italia                  | 94 | 91 | 97 | 91 | 93 | 90 | 556    |      |
| 12   | João Costa               | Portogallo              | 97 | 90 | 90 | 94 | 91 | 94 | 556    |      |
| 12   | Vigilio Fait             | Italia                  | 94 | 88 | 92 | 92 | 96 | 94 | 556    |      |
| 15   | Ihar Basinski            | Bielorussia             | 91 | 90 | 96 | 96 | 91 | 90 | 554    |      |
| 15   | Alexander Danilov        | Israele                 | 90 | 91 | 90 | 95 | 92 | 96 | 554    |      |
| 15   | Daryl Szarenski          | Stati Uniti             | 90 | 93 | 89 | 97 | 94 | 91 | 554    |      |
| 18   | Sorin Babii              | Romania                 | 91 | 92 | 95 | 93 | 89 | 93 | 553    |      |
| 18   | Kim Hyon-ung             | Corea del Nord          | 91 | 96 | 90 | 91 | 90 | 95 | 553    |      |
| 18   | Frank Seeger             | Germania                | 91 | 92 | 97 | 88 | 94 | 91 | 553    |      |
| 18   | Jason Turner             | Stati Uniti             | 93 | 92 | 93 | 91 | 91 | 93 | 553    |      |
| 18   | Xu Dan                   | Cina                    | 92 | 90 | 97 | 93 | 91 | 90 | 553    |      |
| 23   | Daniel Repacholi         | Australia               | 97 | 91 | 93 | 93 | 87 | 90 | 551    |      |
| 24   | Franck Dumoulin          | Francia                 | 88 | 91 | 92 | 94 | 93 | 92 | 550    |      |
| 24   | Lee Sang-do              | Corea del Sud           | 92 | 91 | 96 | 90 | 88 | 93 | 550    |      |
| 24   | David Moore              | Australia               | 86 | 95 | 86 | 92 | 96 | 95 | 550    |      |
| 24   | Abdulla Ustaoglu         | Germania                | 93 | 93 | 96 | 91 | 85 | 92 | 550    |      |
| 28   | Dionysios Geōrgakopoulos | Grecia                  | 97 | 91 | 91 | 87 | 90 | 93 | 549    |      |
| 28   | Jakkrit Panichpatikum    | Thailandia              | 93 | 91 | 92 | 92 | 86 | 95 | 549    |      |
| 30   | Chang Yi-ning            | Taipei cinese           | 91 | 90 | 91 | 92 | 91 | 93 | 548    |      |
| 30   | Maximo Modesti           | Argentina               | 92 | 88 | 91 | 90 | 92 | 95 | 548    |      |
| 32   | Andrija Zlatić           | Serbia e Montenegro     | 90 | 92 | 91 | 92 | 89 | 92 | 546    |      |
| 33   | Roger Daniel             | Trinidad e Tobago       | 92 | 91 | 91 | 89 | 93 | 89 | 545    |      |
| 34   | Norbelis Bárzaga         | Cuba                    | 90 | 86 | 90 | 93 | 88 | 95 | 542    |      |
| 34   | José Antonio Colado      | Spagna                  | 90 | 88 | 90 | 92 | 91 | 91 | 542    |      |
| 36   | Attila Simon             | Ungheria                | 89 | 90 | 92 | 92 | 89 | 89 | 541    |      |
| 37   | Kanstancin Lukašyk       | Bielorussia             | 88 | 86 | 93 | 94 | 89 | 89 | 539    |      |
| 38   | Masaru Nakashige         | Giappone                | 90 | 86 | 94 | 89 | 87 | 91 | 537    |      |
| 39   | Wojciech Knapik          | Polonia                 | 92 | 86 | 89 | 91 | 88 | 90 | 536    |      |
| 40   | Arseny Borrero           | Cuba                    | 87 | 90 | 89 | 90 | 91 | 88 | 535    |      |
| 41   | Chris Rice               | Isole Vergini Americane | 88 | 86 | 93 | 90 | 88 | 84 | 529    |      |
| 41   | Friedhelm Sack           | Namibia                 | 86 | 86 | 88 | 92 | 87 | 90 | 529    |      |

## Finale
| Pos. | Atleta            | Nazione        | Qualificazioni | Finale | Finale | Finale | Finale | Finale | Finale | Finale | Finale | Finale | Finale | Finale | Totale |
| Pos. | Atleta            | Nazione        | Qualificazioni | 1      | 2      | 3      | 4      | 5      | 6      | 7      | 8      | 9      | 10     | Totale | Totale |
| ---- | ----------------- | -------------- | -------------- | ------ | ------ | ------ | ------ | ------ | ------ | ------ | ------ | ------ | ------ | ------ | ------ |
|      | Michail Nestruev  | Russia         | 565            | 10.4   | 9.9    | 9.3    | 10.4   | 10.0   | 9.7    | 8.9    | 9.8    | 9.3    | 10.6   | 98.3   | 663.3  |
|      | Jin Jong-oh       | Corea del Sud  | 567            | 9.8    | 10.5   | 7.6    | 9.9    | 10.1   | 10.4   | 6.9    | 9.8    | 9.7    | 9.8    | 94.5   | 661.5  |
|      | Kim Jong-su       | Corea del Nord | 564            | 9.0    | 10.9   | 9.0    | 8.4    | 9.6    | 9.8    | 9.2    | 9.4    | 8.7    | 9.7    | 93.7   | 657.7  |
| 4    | Norayr Baxtamyan  | Armenia        | 564            | 9.4    | 10.0   | 8.4    | 10.6   | 8.9    | 9.2    | 7.7    | 7.1    | 10.0   | 9.5    | 90.8   | 654.8  |
| 5    | Boris Kokorev     | Russia         | 560            | 10.8   | 9.1    | 9.2    | 9.9    | 9.3    | 10.4   | 10.0   | 7.9    | 8.9    | 9.1    | 94.6   | 654.6  |
| 6    | Vladimir Isačenko | Kazakistan     | 561            | 8.9    | 8.9    | 8.8    | 9.9    | 9.9    | 7.8    | 8.6    | 9.9    | 10.6   | 10.2   | 93.5   | 654.5  |
| 7    | Tanju Kirjakov    | Bulgaria       | 562            | 9.4    | 9.4    | 10.6   | 7.8    | 9.9    | 8.7    | 9.5    | 8.7    | 8.5    | 9.8    | 92.3   | 654.3  |
| 8    | Isidro Lorenzo    | Spagna         | 562            | 10.7   | 7.0    | 10.3   | 9.2    | 9.5    | 8.9    | 7.7    | 8.6    | 9.3    | 8.8    | 90.0   | 652.0  |